# John Polson

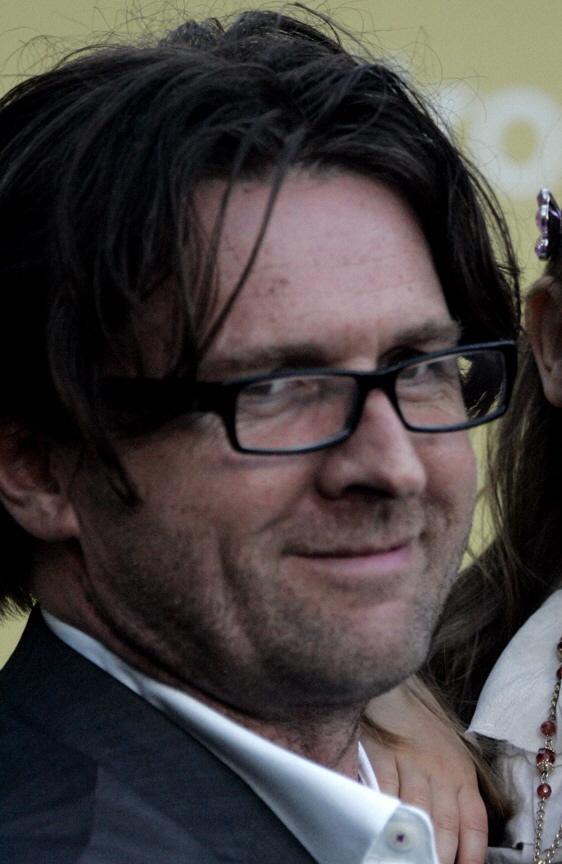
John Polson (2013)

John Polson (* 6. September 1965 in Sydney) ist ein australischer Schauspieler und Regisseur.

## Leben
Polson begann seine Schauspielkarriere am Theater. 1985 stand er erstmals für den Fernsehfilm Shout! The Story of Johnny O’Keefe vor der Kamera. 1993 gründete Polson das Kurzfilmfestival Tropfest. Ein Jahr später gab er mit What’s Going On, Frank? sein Regiedebüt. In diesem Kurzfilm ist Polson auch als Darsteller neben Hugo Weaving zu sehen. Im gleichen Jahr war er in Verführung der Sirenen an der Seite von Hugh Grant und Sam Neill zu sehen. Nachdem John Polson zunächst zweimal für den AFI Award nominiert worden war, erhielt er ihn 1998 als Bester Nebendarsteller in The Boyz. 1999 war er wieder als Regisseur tätig, für Siam Sunset – Unverhofft kommt oft wurde Polson mit dem Grand Golden Rail auf dem Cannes Film Festival sowie beim Fantasporto ausgezeichnet. Seine bis dato letzte Filmrolle hatte John Polson 2000 als Teammitglied von Tom Cruise in Mission: Impossible II. Seitdem ist er ausschließlich als Regisseur aktiv; 2008 drehte er mit seinem Filmpartner aus The Sum Of Us, Russell Crowe in der Rolle des Lieutenant Cristofuoro, den Psychothriller Tenderness – Auf der Spur des Killers, der Anfang 2009 Premiere hatte.

## Filmografie
Schauspieler
- 1986: Für die Liebe allein (For Love Alone)
- 1987: Vietnam (Miniserie)
- 1988: Wind und Sterne
- 1989: Candy Regentag
- 1990: Blutiger Schwur (Prisoners of the Sun)
- 1994: Verführung der Sirenen (Sirens)
- 1994: Die Summe der Gefühle (The Sum of Us)
- 1998: The Boys
- 2000: Mission: Impossible II
- 2020: The Dry – Lügen der Vergangenheit (The Dry)

Regie
- 1994: What’s Going On, Frank?
- 1999: Siam Sunset – Unverhofft kommt oft
- 2002: Swimfan
- 2005: Hide and Seek
- 2009: Tenderness – Auf der Spur des Killers (Tenderness)